# Hall of the Mountain King
| Recensione | Giudizio |
| ---------- | -------- |
| AllMusic   | [ 1 ]    |
| Rock Hard  | 8,5/10   |

Hall of the Mountain King è il quarto album in studio del gruppo musicale heavy metal statunitense Savatage, pubblicato il 28 settembre 1987 dalla Atlantic Records.

## Il disco
È il disco che introduce nuove sonorità all'interno della band, sia sinfoniche che operistiche. Questo è dovuto al background musicale del produttore con cui la band lavorerà da qui per tutto il corso della propria carriera: Paul O'Neill, futuro fondatore della Trans Siberian Orchestra.

## Tracce
1. 24 Hours Ago – 4:56
2. Beyond the Doors of the Dark – 5:07
3. Legions – 4:57
4. Strange Wings – 3:45
5. Prelude to Madness – 3:13
6. Hall of the Mountain King – 5:35
7. The Price You Pay – 3:51
8. White Witch – 3:31
9. Last Dawn – 1:07
10. Devastation – 3:37

## Formazione
Gruppo
- Jon Oliva - voce, pianoforte
- Criss Oliva - chitarra
- Johnny Lee Middleton - basso, voce addizionale
- Steve Wacholz - batteria

Altri musicisti
- Bob Kinkel - tastiere
- Ray Gillen - cori (Strange Wings)

Tour line-up
- Jon Oliva - voce, pianoforte, tastiere
- Criss Oliva - chitarra
- Chris Caffery - chitarra
- Johnny Lee Middleton - basso
- Steve Wacholz - batteria

## Classifiche
| Classifica (2022) | Posizione massima |
| ----------------- | ----------------- |
| Germania          | 26                |
| Grecia            | 70                |
| Svizzera          | 48                |